# Agrotera discinotata
Agrotera discinotata is een vlinder uit de familie van de grasmotten (Crambidae). De wetenschappelijke naam van de soort is voor het eerst gepubliceerd in 1894 door Charles Swinhoe.
De soort komt voor in India (Meghalaya), Bhutan en Papoea-Nieuw-Guinea.